# J. C. Bamford
JC Bamford Excavators Limited, conosciuta più comunemente come JCB, è una multinazionale britannica con sede a Rocester nello Staffordshire in Regno Unito. La JCB produce attrezzature per la costruzione edilizia, la demolizione e l'agricoltura. È inoltre il terzo più grande produttore di macchine agricole del mondo. Produce oltre 300 tipi di macchinari, come terne, escavatori, trattori, motori diesel.
I 22 stabilimenti JCB si trovano in quattro continenti: Asia, Europa, Nord America e Sud America; ed i suoi prodotti sono venduti in oltre 150 paesi.
JCB è stata fondata nel 1945 da Joseph Cyril Bamford (da cui prende il nome) e continua ad essere di proprietà della famiglia Bamford.

## Storia
Joseph Cyril Bamford Excavators Ltd. è stata fondata da Joseph Cyril Bamford nell'ottobre del 1945 a Uttoxeter, Staffordshire, Inghilterra. Ha affittato un garage chiuso di 3,7 x 4,6 m. Con esso, utilizzando un set di saldatura che acquistò di seconda mano per £ 2-10 (= £ 2,50) dalla English Electric, costruì il suo primo veicolo, un rimorchio ribaltabile con materiali di scarto di guerra. I lati e il pavimento del rimorchio erano realizzati con lamiera d'acciaio che faceva parte dei rifugi antiaerei. Lo stesso giorno in cui nacque suo figlio Anthony, vendette il rimorchio in un mercato vicino per £ 45 (più un carro agricolo in parte scambiato) e costruì subito un altro rimorchio.
Nel 1948, sei persone lavoravano per l'azienda e costruì il primo rimorchio ribaltabile idraulico in Europa. Nel 1950 si trasferì in un vecchio caseificio a Rocester, impiegando ancora sei persone. Un anno dopo, Bamford iniziò a dipingere i suoi prodotti di giallo. Nel 1953 sviluppò la prima terna JCB e il logo JCB apparve per la prima volta. È stato progettato da Derby Media e dalla designer pubblicitaria Leslie Smith. Nel 1957, l'azienda lanciò l'"hydra-digga", incorporando l'escavatore e la pala caricatrice principale in un unico strumento multiuso utile per l'agricoltura e l'edilizia.
Nel 1964, JCB aveva venduto oltre 3.000 terne 3C.
Nel 1975, Anthony Bamford, figlio di Bamford, fu nominato presidente dell'azienda.
Nel 1978 fu introdotta la macchina Loadall. L'anno successivo, l'azienda ha iniziato la sua attività in India. Nel 1991, l'azienda entrò in una joint venture con la giapponese Sumitomo per la produzione di escavatori, che terminò nel 1998.
Nel 2005, JCB ha acquistato un'azienda, acquisendo la società tedesca di apparecchiature Vibromax. Nello stesso anno ha aperto un nuovo stabilimento a Pudong, in Cina. La pianificazione di un nuovo sito JCB Heavy Products da 40 milioni di sterline è iniziata in seguito al lancio di un concorso di progettazione architettonica nel 2007 gestito da RIBA Competitions, e l'anno successivo l'azienda ha iniziato a trasferirsi dal suo vecchio sito in Pinfold Street a Uttoxeter a il nuovo sito accanto alla A50; il sito di Pinfold Street è stato demolito nel 2009.
Nel 2013, JCB ha aperto il suo quarto stabilimento di produzione in India.
JCB ha iniziato a produrre escavatori da 20-30 tonnellate nel distretto di Solnechnogorsky in Russia nel 2017.

## Prodotti
Molti dei veicoli prodotti da JCB sono varianti della terna, comprese varianti cingolate o gommate, versione mini e grande e altre varianti, come veicoli elevatori a forche e movimentatori telescopici per lo spostamento di materiali ai piani superiori di un cantiere. L'azienda produce anche pale gommate e dumper articolati.